# Deanna Milvia Frosini
Deanna Milvia Frosini (Pistoia, 2 febbraio 1940 – Roma, 15 maggio 2021) è stata una pittrice e attrice italiana.

## Biografia
Nacque a Pistoia il 2 febbraio 1940 e si trasferì a Roma all'età di 20 anni. Pittrice figurativa, i suoi lavori furono caratterizzati da uno stile iperrealista. Dal 1987 al 1989 dipinse i ritratti dei primi Presidenti della Repubblica Italiana, che vennero esposti a Palazzo Chigi. Suoi dipinti furono anche esposti nella sede del Partito Socialista Italiano. Realizzò anche il ritratto dell'ex Presidente del Consiglio Bettino Craxi, che portò con sé nell’esilio tunisino ad Hammamet.
Nel 2009, il Consiglio dei Ministri le assegnò lo straordinario vitalizio previsto dalla cosiddetta 'legge Bacchelli'. Collaborò con diversi intellettuali di sinistra italiani, come Alberto Moravia, Dacia Maraini e Dario Bellezza.
Si cimentò anche come attrice, la cui carriera fu ispirata da Pier Paolo Pasolini.
Deanna Milvia Frosini è morta a Roma il 15 maggio 2021 all'età di 81 anni.

## Filmografia

### Attrice
- Il seme dell'uomo (1969)
- Sotto il segno dello scorpione (1969)
- Vento dell'est (1970)
- Lettera aperta a un giornale della sera (1970)

### Scenografa e costumista
- La grande avventura di Scaramouche (1970)
- L'ultimo uomo di Sara (1972)
- Vizi privati, pubbliche virtù (1976)